# Gonzalo Viera
Gonzalo Viera Davyt (Paysandú, 8 febbraio 1987) è un calciatore uruguaiano, difensore del Porongos.

## Caratteristiche tecniche
È un difensore centrale.

## Carriera
Cresciuto nel settore giovanile del Defensor Sporting, ha sempre militato nella massima serie uruguaiana eccetto due periodi in Paraguay con il Cerro Porteño fra il 2012 ed il 2013 ed in Qatar con l'Al-Rayyan fra il 2015 ed il 2019.